# Guirlande de Noël
Pour les articles homonymes, voir Guirlande.

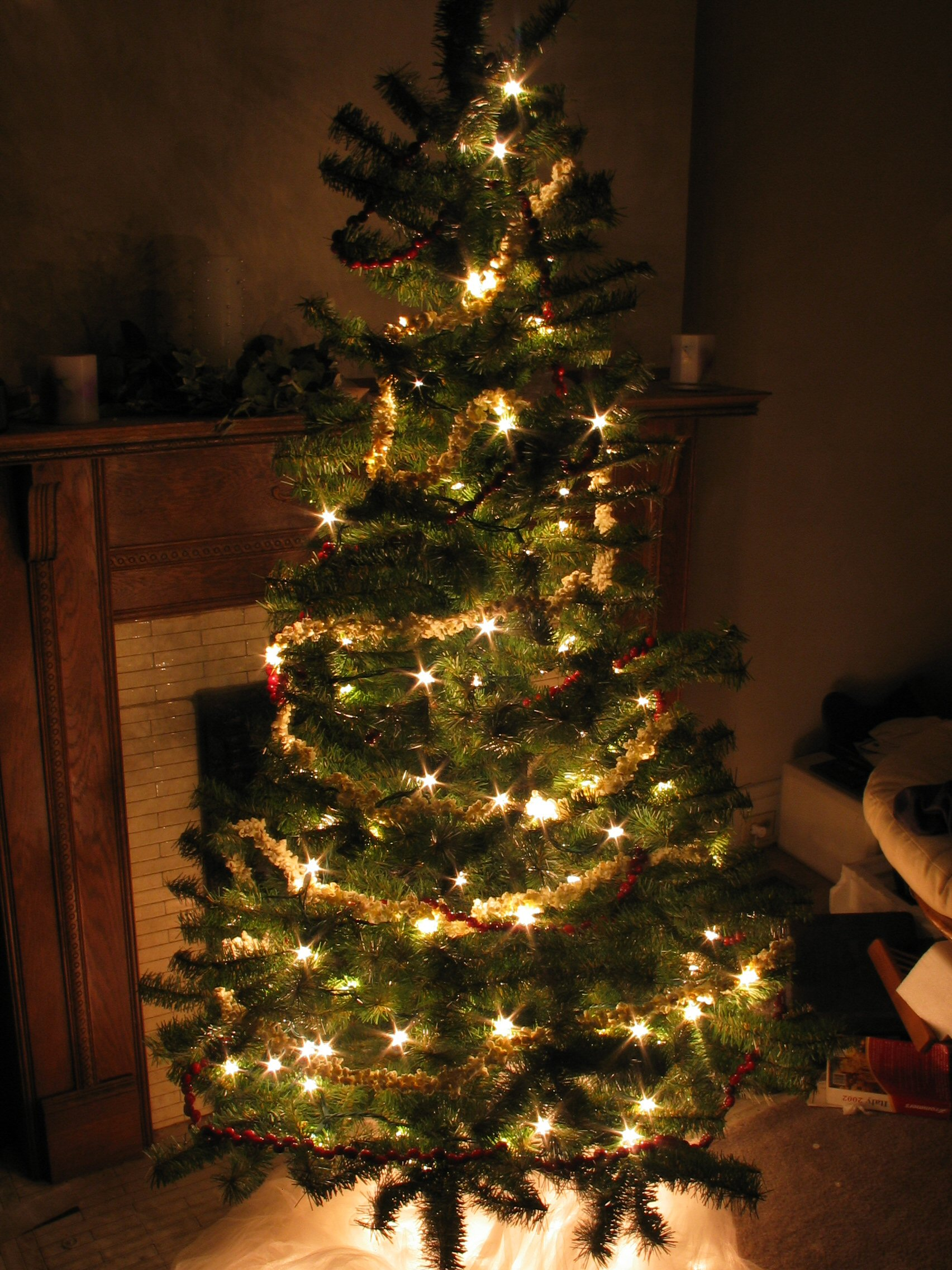
Un sapin de Noël avec des guirlandes dorées.

Une guirlande de Noël est une décoration de Noël utilisée dans les intérieurs, en particulier sur le sapin de Noël, où elle côtoie les boules de Noël. Il s'agit généralement d'un long ruban échevelé conçu en papier ou en plastique réfléchissant et que l'on déploie sur les branches de l'arbre en l'enroulant de façon irrégulière.
Certaines, appelées « guirlandes électriques », sont en fait des circuits électriques ponctués d'ampoules ou de diodes qui brillent ou clignotent lorsqu'on les branche sur le secteur. On retrouve aussi ces guirlandes installées à l'extérieur lors des illuminations de Noël (murs des maisons, rues des villes).

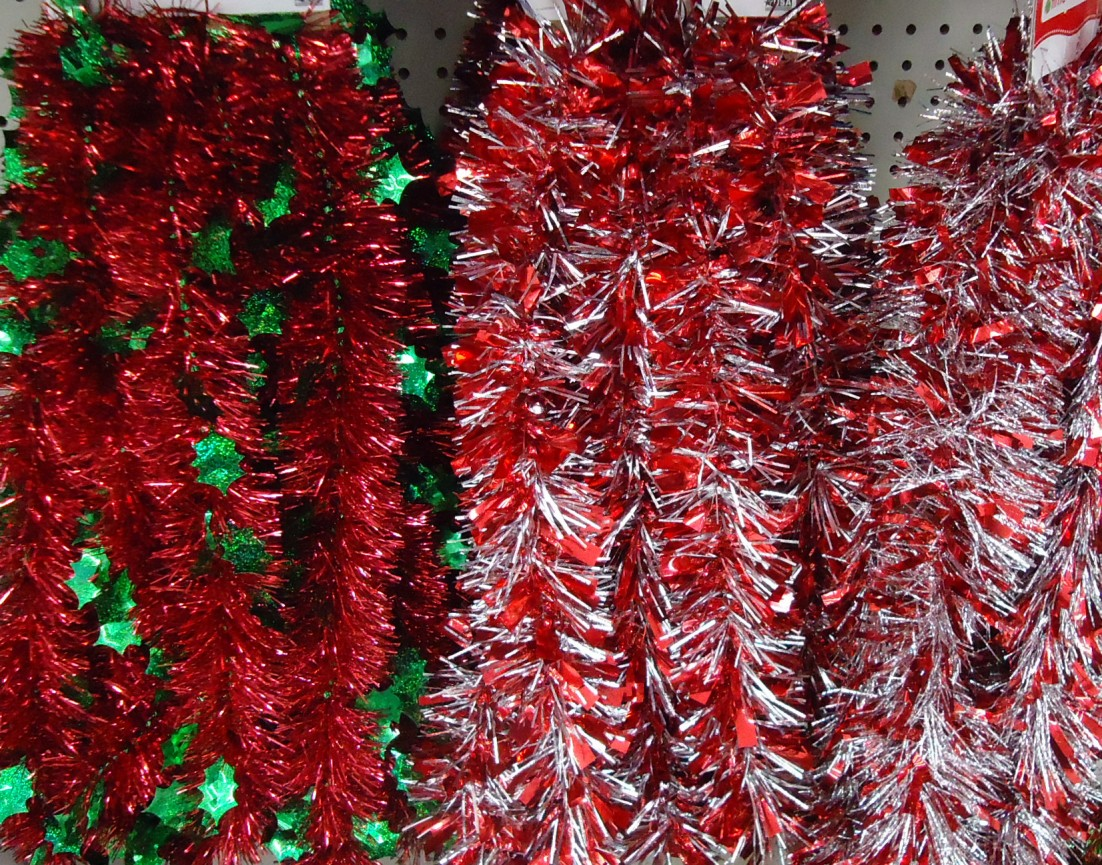
Guirlandes de Noël traditionnelles.

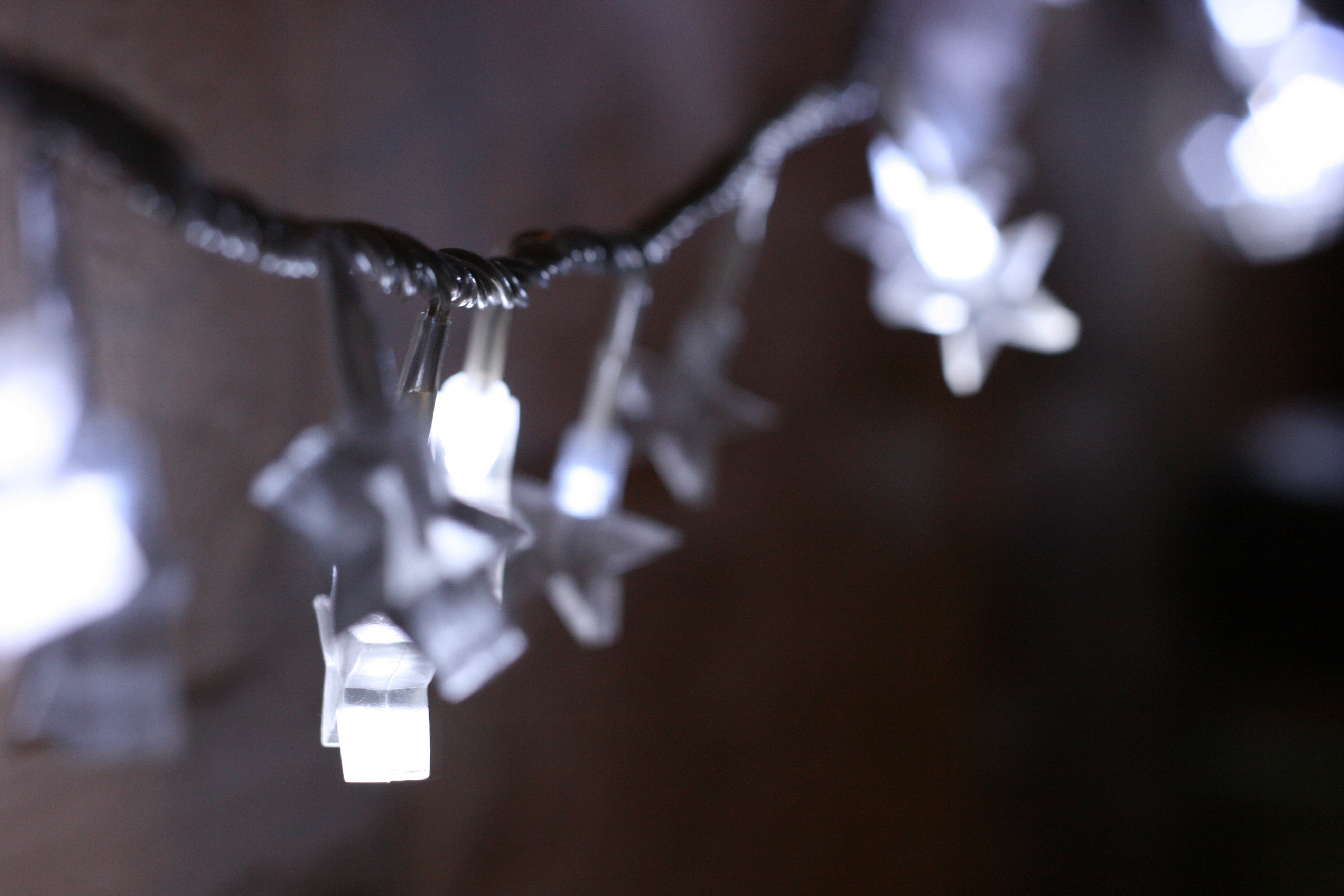
Guirlande électrique.